# Hélène Hazera
Hélène Hazera, née en 1952, est une journaliste, actrice, réalisatrice et productrice d'émissions française.

## Biographie
Femme trans, amie de Marie France, elle rejoint le Front homosexuel d'action révolutionnaire (FHAR) et participe au groupe des Gazolines,. Elle fait sa transition en 1973. Elle joue dans des films d'Adolfo Arrieta (Les Intrigues de Sylvia Couski, 1974) et au théâtre (Mais qui est donc cette petite blonde, adapté par Jean-Louis Jorge d'après la pièce d'Arthur Miller Après la chute). Photographiée par Nan Goldin, elle a surtout travaillé avec des photographes comme Emil Cadoo (1926-2002).   
Michel Cressole la fait venir dans l'équipe de Libération comme chroniqueuse de télévision en 1978. Hélène Hazera signe dans Libération simplement HH, parfois Mlle HH, parfois même Mlle HH 007. En février 1984, elle publie un entretien sur le clip, elle part pour cela à Londres et en rencontre les principaux producteurs-réalisateurs. Elle devient spécialiste de la chanson francophone dans ce même quotidien, pour lequel elle travaille jusqu'en 1999. Elle préface ainsi le recueil de chansons de Brigitte Fontaine, Genre humain.
Après son émission Chansons dans la nuit, elle prend en charge de septembre 2002, à juin 2017 l'émission Chanson Boum sur France Culture, diffusée le vendredi de 23 h à minuit. Elle est également passionnée de musique arabe et arabo-andalouse et de poésie.   
En 1985, elle conçoit une série de 8 documentaires de 26 minutes, réalisation Denis Derrien : Jean Painlevé au fil de ses films, sur un auteur irrévérencieux[réf. nécessaire] de documentaires scientifiques,. En 2003, elle propose un portrait de Nicole Louvier coréalisé avec Raymonde Couvreu.   
Hélène Hazera rejoint Act Up-Paris dans le milieu des années 1990 et y est responsable de la commission trans (commission consacrée aux personnes transgenres et transsexuelles). Elle a écrit des reportages pour Têtu sur le sort des prostituées transsexuelles algériennes en France ou des gays irakiens réfugiés en Angleterre.
Se disant « libertaire », elle a été adhérente à la Confédération nationale du travail, dans une commission dénonçant le sort réservé aux pigistes dans la presse française. Elle écrit parfois dans Le Monde libertaire, notamment sur les questions LGBT, la prostitution, ou encore pour dénoncer la nostalgie de Mai 68 ou les attitudes sectaires, que ce soit dans le mouvement libertaire ou la pensée situationniste.